# Mullan (Idaho)
Mullan é uma cidade localizada no Estado americano de Idaho, no Condado de Shoshone.

## Demografia
Segundo o censo americano de 2000, a sua população era de 840 habitantes.
Em 2006, foi estimada uma população de 791, um decréscimo de 49 (-5.8%).

## Geografia
De acordo com o United States Census Bureau tem uma área de
2,2 km², dos quais 2,2 km² cobertos por terra e 0,0 km² cobertos por água. Mullan localiza-se a aproximadamente 999 m acima do nível do mar.

## Localidades na vizinhança
O diagrama seguinte representa as localidades num raio de 36 km ao redor de Mullan.